# Sarah Broadie
Sarah Jean Broadie (née Waterlow ; 3 novembre 1941 - 8 août 2021) est une philosophe britannique, professeur de philosophie morale et professeur Wardlaw à l'Université de St Andrews.

## Biographie
Sarah Jean Broadie se spécialise dans la philosophie antique, avec un accent particulier sur Aristote et Platon. Son travail aborde la métaphysique et l'éthique ancienne et contemporaine. Elle obtient de nombreuses distinctions tout au long de sa carrière de philosophe universitaire. Broadie étudie humanités au Somerville College d'Oxford et obtient son diplôme en 1960. Auparavant, elle travaille à l'Université d'Édimbourg, à l'Université du Texas à Austin, Yale, Rutgers et Princeton.

## Prix et distinctions
En 1990, elle est élue membre de l'Académie américaine des arts et des sciences. En 2002, elle est élue Fellow de la Royal Society of Edinburgh. Broadie est invitée à donner les conférences Nellie Wallace à l'Université d'Oxford en 2003. Sa conférence s'intitule "Nature et divinité dans les philosophies de Platon et d'Aristote". La même année, Broadie est également élue membre de la British Academy. En 2006, Elle est élue membre de l'Academia Europaea,. En 2012, Broadie devient le 105e président de la société aristotélicienne et prononce le discours présidentiel intitulé "Actual Place",.
Sarah Jean Broadie est membre honoraire du Somerville College d'Oxford. Elle est nommée Officier de l'Ordre de l'Empire britannique (OBE) dans les honneurs d'anniversaire 2019 pour ses services à la philosophie classique.

## Publications
- Nature, Change, and Agency in Aristotle's Physics: a philosophical study (Oxford University Press, Oxford, 1984)
- Passage and Possibility: a study of Aristotle's modal concepts (Oxford University Press, Oxford, 1984)
- Ethics with Aristotle (Oxford University Press, New York, 1991)
- Aristotle's Nicomachean Ethics: Philosophical Introduction and Commentary, avec une nouvelle traduction de Christopher Rowe (Oxford University Press, Oxford, 2002)
- Aristotle and Beyond: Essays on Metaphysics and Ethics (Cambridge University Press, Cambridge, 2007)
- Nature and Divinity in Plato's Timaeus (Cambridge University Press, Cambridge, 2011)
- Platon's Sun-Like Good (Cambridge University Press, Cambridge, 2021)

## Vie privée
Sarah Broadie est la fille du physiologiste John Waterlow et épouse le philosophe et auteur Frederick Broadie en 1984.